# Schefflera cavaleriei
Schefflera cavaleriei là một loài thực vật có hoa trong Họ Cuồng cuồng. Loài này được (H.Lév.) Frodin miêu tả khoa học đầu tiên năm 2003 publ. 2004.